# Microlarinus
Microlarínus — рід жуків родини Довгоносики (Curculionidae).

## Зовнішній вигляд
До цього роду відносяться жуки, довжина тіла яких знаходиться в межах 3-5 мм. Основні ознаки:
- вусикові борозенки йдуть різко на низ головотрубки, наближуючись до нижнього краю ока;
- головотрубка до вершини трохи звужена, без широкої борозенки або ямки зверху;
- тіло вузьке, циліндричне, вкрите короткими волосками, які прилягають до покривів, та довгими волосками, що стирчать;
- передньоспинка циліндрична, її ширина менша за її довжину;
- останній членик лапки не довший, ніж решта члеників, узятих разом.

## Спосіб життя
Життєвий цикл вивчених у цьому відношенні видів роду Microlarinus тісно пов'язаний із якірціями (Tribulus) із родини Паролистових (Zygophyllaceae). Імаго живляться зеленими частинами рослин, яйця по одному відкладаються в м'яку оболонку зелених плодів, у отвір, який заздалегідь вигризає самиця. Личинки живляться незрілим насінням та оточуючими тканинами. Жуки дають до трьох поколінь на рік.

## Географічне поширення
Усі відомі види роду мешкають у західний частині Півдня Палеарктики, два види інтродуковані до Неарктики (див. нижче).

## Класифікація
Рід описаний київським ентомологом та ботаніком Й.Х.Гохгутом, який працював садівником у  київському Ботанічному саді (нині Ботанічний сад імені академіка Олександра Фоміна). У цьому роді відомо сім видів:
- Microlarinus diecki Faust, 1890 — Іспанія
- Microlarinus eliasenae Marshall, 1928 — Канарські острови
- Microlarinus irregularis Colonnelli, 2009 — Арабські Емірати
- Microlarinus lareynii (Jacquelin du Val, 1853) — Португалія, Іспанія, Франція, Італія, Греція, Північна Африка, Туреччина, Іран, Афротропіка, інтродукований до Північної Америки
- Microlarinus lypriformis (Wollaston, 1861) — Португалія, Іспанія, Франція, Італія, Греція, Єгипет, Арабські Емірати, Туреччина, Ірак, Іран, інтродукований до Північної Америки
- Microlarinus minimus Colonnelli, 2009 — Арабські Емірати
- Microlarinus rhinocylloides Hochhuth, 1847 — Греція, Закавказзя, Північ Африки, Близький Схід, Іран, Туреччина, Середня Азія

## Практичне значення
Два види цього роду (див. вище) завезені до Північної Америки для пригнічення популяцій якірців — злісних пасовищних бур'янів.
Наведені нижче фото ілюструють розвиток жука Microlarinus lareynii в штаті Орегон, США, куди довгоносик був інтродукований для боротьби з якірцями.